# Al-Humayri
Al-Humayri (tiếng Ả Rập: الحميري) là một ngôi làng Syria nằm trong phó huyện Hirbnafsah ở huyện Hama. Theo Cục Thống kê Trung ương Syria (CBS), al-Humayri có dân số 1.797 trong cuộc điều tra dân số năm 2004. Cư dân của nó chủ yếu là Alawites.